# Ewa Demczuk-Włodarczyk
Ewa Grażyna Demczuk-Włodarczyk (ur. 1958 r. we Wrocławiu) – polska doktor habilitowana nauk kultury fizycznej, specjalizująca się w fizjoterapii oraz rehabilitacji ruchowej; nauczycielka akademicka związana z uczelniami we Wrocławiu, Jeleniej Górze i Opolu.

## Życiorys
Urodziła się w 1958 roku we Wrocławiu, gdzie ukończyła kolejno szkołę podstawową oraz w 1977 roku Medyczne Studium Zawodowe, uzyskując tam dyplom technika fizjoterapii. Po pomyślnie zdanym egzaminie maturalnym podjęła w tym samym roku studia na kierunku rehabilitacja ruchowa na Akademii Wychowania Fizycznego we Wrocławiu, zakończone w 1981 roku magisterium.
Bezpośrednio po zakończeniu studiów podjęła pracę zawodową jako asystent w Specjalistycznym Rehabilitacyjnym Zespole Opieki Zdrowotnej we Wrocławiu. Cztery lata później zatrudniała się na swojej macierzystej uczelni w Zakładzie Teorii i Metodyki Kinezyterapii, jednocześnie podejmując studia doktoranckie. W 1991 roku uzyskała stopień naukowy doktora nauk o kulturze fizycznej na podstawie pracy pt. Ocena wysklepienia stóp u dzieci z wadami postawy ze szczególnym uwzględnieniem metody Moire'a, której promotorem był prof. Zdzisław Zagrobelny. Wraz z nowym tytułem awansowała na stanowisko adiunkta. W 2004 roku Rada Wydziału Wychowania Fizycznego Akademii Wychowania Fizycznego we Wrocławiu nadała jej stopień naukowy doktora habilitowanego nauk o kulturze fizycznej w zakresie kultury fizycznej o specjalności kultura fizyczna na podstawie rozprawy nt. Budowa stopy w okresie rozwoju progresywnego człowieka. W tym samym roku została mianowana na stanowisko profesora nadzwyczajnego w Katedrze Fizjoterapii wrocławskiej Akademii Wychowania Fizycznego.
Poza działalnością naukowo-dydaktyczną brała udział w działalności organizacyjnej uczelni pełniąc szereg istotnych funkcji. Od 2008 do 2012 roku była prodziekanem do spraw nauczania, a od 2012 roku dziekanem Wydziału Fizjoterapii. Kierowała także Katedrą Fizjoterapii, która następnie została przekształcona w Katedrę Fizjoterapii i Terapii Zajęciowej. Przez pewien czas współpracowała z Karkonoską Państwową Szkołą Wyższą w Jeleniej Górze, gdzie była profesorem na Wydziale Przyrodniczym oraz Państwową Medyczną Wyższą Szkołą Zawodową w Opolu. Brała tam udział w tworzeniu Instytutu Fizjoterapii.

## Dorobek naukowy
Ewa Demczuk-Włodarczyk brała udział w programach badawczych dotyczących oceny postawy dzieci i młodzieży przy współpracy ze Studium Wychowania Fizycznego Politechniki Wrocławskiej we Wrocławiu, w grancie statutowym jako pierwszy wykonawca. Jest autorem blisko 60 publikacji, członkiem Komitetu Naukowego kwartalnika „Fizjoterapia”. Od 1985 roku jest członkiem Polskiego Towarzystwa Fizjoterapii, w tym przez jedną kadencję była członkiem Zarządu Głównego. Działa w Komitecie Rehabilitacji, Kultury Fizycznej i Integracji Społecznej Komitetu V - Nauk Medycznych Polskiej Akademii Nauk.